# Nystrand
Nystrand is een plaats in de gemeente Älvsbyn in het landschap Norrbotten en de provincie Norrbottens län in Zweden. De plaats heeft 50 inwoners (2005) en een oppervlakte van 23 hectare. De plaats ligt aan de rivier de Pite älven. De directe omgeving van Nystrand bestaat uit zowel landbouwgrond als naaldbos en de plaats Älvsbyn ligt ongeveer vijftien kilometer ten zuidoosten van het dorp.
Bestuurscentrum: Älvsbyn
Tätort: Korsträsk · Vidsel · Vistträsk
Småort: Bredsel · Nybyn · Nystrand · Pålsträsk · Tvärån · Övrebyn · Övre Tväråsel
Overig: Arvidsträsk · Granträsk (Älvsbyn)